# Holts Summit
Holts Summit és una població dels Estats Units a l'estat de Missouri. Segons el cens del 2000 tenia 2.935 habitants.

## Demografia
Segons el cens del 2000, Holts Summit tenia 2.935 habitants, 1.124 habitatges, i 794 famílies. La densitat de població era de 342,4 habitants per km².
Dels 1.124 habitatges en un 39,1% hi vivien nens de menys de 18 anys, en un 50,6% hi vivien parelles casades, en un 14,2% dones solteres, i en un 29,3% no eren unitats familiars. En el 24,3% dels habitatges hi vivien persones soles el 7,2% de les quals corresponia a persones de 65 anys o més que vivien soles. El nombre mitjà de persones vivint en cada habitatge era de 2,58 i el nombre mitjà de persones que vivien en cada família era de 3,04.
Per edats la població es repartia de la següent manera: un 30,3% tenia menys de 18 anys, un 9,2% entre 18 i 24, un 31,4% entre 25 i 44, un 20% de 45 a 60 i un 9,1% 65 anys o més.
L'edat mediana era de 32 anys. Per cada 100 dones de 18 o més anys hi havia 90,2 homes.
La renda mediana per habitatge era de 35.313 $ i la renda mediana per família de 40.701 $. Els homes tenien una renda mediana de 29.622 $ mentre que les dones 23.576 $. La renda per capita de la població era de 16.633 $. Entorn del 7,6% de les famílies i l'11,2% de la població estaven per davall del llindar de pobresa.

## Poblacions més properes
El següent diagrama mostra les poblacions més properes.